# Teatro Oriente
El Teatro Oriente es un teatro ubicado en la comuna de Providencia, en la ciudad de Santiago, Chile.

## Historia
Construido en la década de 1930 por los arquitectos Carlos Cruz y Escipión Munizaga como encargo de la Caja de Previsión y Estímulo del Banco de Chile, funcionaba principalmente como sala de cine. Denominado originalmente como Teatro Olympo, pasó a formar parte de las cerca de 250 salas de cine que se construyeron en Chile en esos años. Junto al Teatro Marconi (actual Nescafé de las Artes) y al Teatro Baquedano -que tuvo una gran relevancia entre las décadas de 1930 y 1960 por la cantidad de espectáculos que exhibía. El Teatro Oriente debutó el 17 de septiembre de 1935 con la comedia musical “Folies Bergerie”. A principios de los años 1980 pasó a depender del Instituto de Normalización Previsional —luego denominado Instituto de Previsión Social (IPS)—, siendo administrado por la Fundación Beethoven y la Universidad de Chile en los años 1990. En esta etapa, la mayoría de los espectáculos eran de música clásica, algo natural por ser entonces sede de la Fundación Beethoven y la Sinfónica de Providencia.

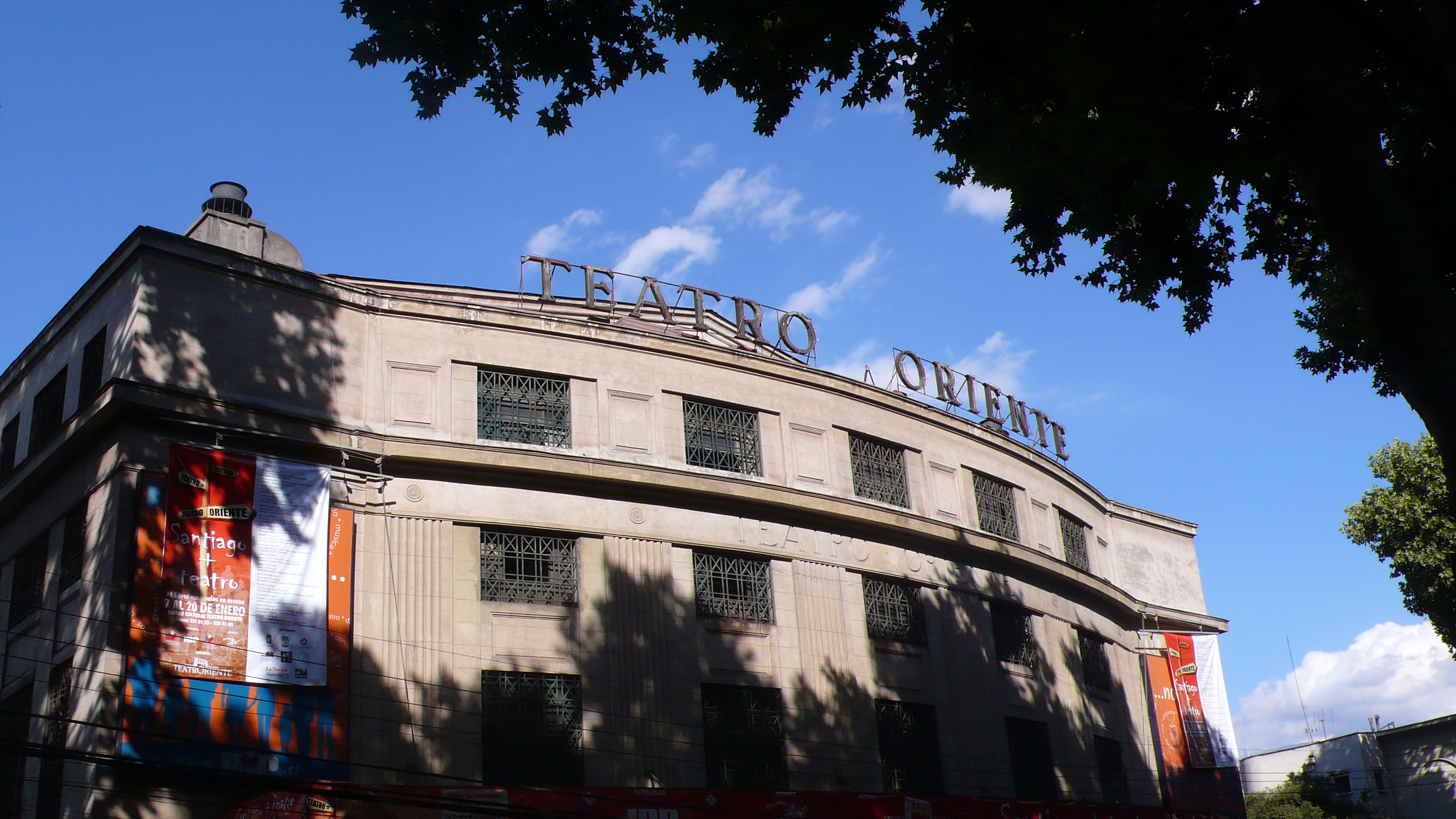
Fachada del teatro en 2008

A raíz del terremoto de 2010 tuvo que cerrar para realizar reparaciones, y al año siguiente fue entregado en comodato al Consejo Nacional de la Cultura y las Artes (CNCA), institución que delegó la administración al Centro Mori. Cuando finalizó este vínculo, en el que a la clásica se sumó la música popular, se llamó a una nueva licitación, pero al no prosperar fue devuelto al IPS, que lo volvió a entregar en comodato en 2014, esta vez a la Municipalidad de Providencia.
En 2015 comenzó su renovación, durante la que se procedió a reemplazar las butacas de la platea baja y restaurar las de alta, y a recuperar el piso original de roble, que fue pulido y barnizado. Los tres corredores de acceso fueron reemplazados por dos pasillos en los extremos de la sala. La capacidad del teatro se redujo de 1.047 a 913 butacas para lograr que todas tuvieran un 100% de visibilidad.
Después de esta primera etapa de remodelación, que significó una inversión de 400 millones de pesos, reabrió sus puertas el 28 de marzo de 2016 con una temporada enfocada en la música. En la segunda, se modificará el escenario, particularmente con el fin de que pueda funcional para rotar espectáculos.
En 2020, el Consejo de Monumentos Nacionales aprobó la solicitud de declaratoria del Teatro Oriente como Monumento Nacional en la categoría de Monumento Histórico, dados sus valores y atributos arquitectónicos, urbanos y culturales.